# Longueville (Calvados)
 Longueville  es una población y comuna francesa, situada en la región de Baja Normandía, departamento de Calvados, en el distrito de Bayeux y cantón de Isigny-sur-Mer.

## Demografía
| 370 | 308 | 272 | 251 | 239 | 237 |
| Para los censos de 1962 a 1999 la población legal corresponde a la población sin duplicidades (Fuente: INSEE [Consultar]) |     |     |     |     |     |